# Caratê nos Jogos Olímpicos de Verão da Juventude de 2018
As competições de caratê nos Jogos Olímpicos de Verão da Juventude de 2018 ocorreram entre 17 e 18 de outubro em um total de seis eventos. As competições aconteceram no Pavilhão Europa, localizado no Parque Olímpico da Juventude, em Buenos Aires, Argentina.
Foi a primeira aparição do esporte em uma edição de Jogos Olímpicos da Juventude, com três categorias por gênero no formato kumitê.

## Calendário
| Outubro | 6 | 7 | 8 | 9 | 10 | 11 | 12 | 13 | 14 | 15 | 16 | 17 | 18 |
| ------- | - | - | - | - | -- | -- | -- | -- | -- | -- | -- | -- | -- |
| Caratê  |   |   |   |   |    |    |    |    |    |    |    | 3  | 3  |

|  | Dia de competição |  | Dia de final |

## Medalhistas
Masculino
| Evento                 | Ouro                                       | Prata                         | Bronze                                                           |
| ---------------------- | ------------------------------------------ | ----------------------------- | ---------------------------------------------------------------- |
| Até 61 kg detalhes     | Mohammed Ayed Al-Assiri KSA Arábia Saudita | Masaki Yamaoka JPN Japão      | Oussama Edari MAR Marrocos Fahik Veseli MKD Macedônia do Norte   |
| Até 68 kg detalhes     | Quentin Mahauden BEL Bélgica               | Yassine Sekouri MAR Marrocos  | Abilmansur Batyrgali KAZ Cazaquistão Rosario Ruggiero ITA Itália |
| Mais de 68 kg detalhes | Navid Mohammadi IRI Irã                    | Nabil Ech-Chaabi MAR Marrocos | Enes Bulut TUR Turquia Sean Crean IRL Irlanda                    |

Feminino
| Evento                 | Ouro                           | Prata                       | Bronze                                                           |
| ---------------------- | ------------------------------ | --------------------------- | ---------------------------------------------------------------- |
| Até 53 kg detalhes     | Yasmin Nasr Elgewily EGY Egito | Rinka Tahata JPN Japão      | Fatemeh Khonakdartarsi IRI Irã Dildora Alikulova UZB Uzbequistão |
| Até 59 kg detalhes     | Kokoro Sakaji JPN Japão        | Anna Chernysheva RUS Rússia | Mobina Heydariozomcheloei IRI Irã Ivana Perović SRB Sérvia       |
| Mais de 59 kg detalhes | Annika Sælid NOR Noruega       | Sakura Sawashima JPN Japão  | Lauren Salisbury GBR Grã-Bretanha Negin Altooni IRI Irã          |

## Quadro de medalhas
| Ordem | País                   | Medalha de ouro | Medalha de prata | Medalha de bronze |    |
| ----- | ---------------------- | --------------- | ---------------- | ----------------- | -- |
| 1     | JPN Japão              | 1               | 3                |                   | 4  |
| 2     | IRI Irã                | 1               |                  | 3                 | 4  |
| 3     | KSA Arábia Saudita     | 1               |                  |                   | 1  |
|       | BEL Bélgica            | 1               |                  |                   | 1  |
|       | EGY Egito              | 1               |                  |                   | 1  |
|       | NOR Noruega            | 1               |                  |                   | 1  |
| 7     | MAR Marrocos           |                 | 2                | 1                 | 3  |
| 8     | RUS Rússia             |                 | 1                |                   | 1  |
| 9     | KAZ Cazaquistão        |                 |                  | 1                 | 1  |
|       | GBR Grã-Bretanha       |                 |                  | 1                 | 1  |
|       | IRL Irlanda            |                 |                  | 1                 | 1  |
|       | ITA Itália             |                 |                  | 1                 | 1  |
|       | MKD Macedônia do Norte |                 |                  | 1                 | 1  |
|       | SRB Sérvia             |                 |                  | 1                 | 1  |
|       | TUR Turquia            |                 |                  | 1                 | 1  |
|       | UZB Uzbequistão        |                 |                  | 1                 | 1  |
| TOTAL | TOTAL                  | 6               | 6                | 12                | 24 |